# El Romeral
El Romeral è un comune spagnolo di 857 abitanti situato nella comunità autonoma di Castiglia-La Mancia.